# Kobylisy
Kobylisy – część Pragi leżąca w dzielnicy Praga 8, na północ o centrum miasta. W 2006 zamieszkiwało ją 28 941 mieszkańców.